# (6166) Univsima
(6166) Univsima (1978 SP4) – planetoida z pasa głównego asteroid okrążająca Słońce w ciągu 5,19 lat w średniej odległości 3 j.a. Odkryta 27 września 1978 roku.